# 帕克托盧斯鎮區 (北卡羅萊納州皮特縣)
帕克托盧斯鎮區（英語：Pactolus Township）是位於美國北卡羅萊納州皮特縣的一個鎮區。

## 地方資料
帕克托盧斯鎮區的面積為178.96平方千米，皆為陸地。根據2020年美國人口普查的數據，當地共有人口7976人，而人口密度為每平方千米44.57人。